# Homunculus (psychologie)

De term Homunculus (Latijn voor mannetje) wordt vaak gebruikt als een personificatie van het bewustzijn of een interne instantie die indrukken uit de buitenwereld interpreteert en integreert. De homunculus kan ook worden gezien als een gebied in de hersenen waar indrukken worden samengevat of geïntegreerd. Vaak wordt daarbij verwezen naar de theorie van Descartes die aannam dat het bewustzijn zetelde in de pijnappelklier in de hersenen. 
Een veel geuite kritiek op de homunculus is dat van eindeloze herhaling (regressus ad infinitum). Dit wordt ook wel het Droste-effect genoemd. In moderne psychologische theorieën over het bewustzijn, executieve functies en centrale coördinatie lijkt soms ook een homunculus binnen te sluipen. Waarin deze theorieën zich echter van vroegere theorieën onderscheiden is dat men beter dan voorheen in staat is aan te geven welke mechanismen in de hersenen bij dergelijke functies betrokken zijn. Aangenomen wordt dat de homunculus niet slechts met een klein gebiedje in de hersenen, maar met een omvangrijk netwerk van de frontale cortex is verbonden.

## Neurologie
De term homunculus komt ook voor in  de neurologie.  Hier is het echter een aanduiding van projecties van het lichaamsschema in de primaire motorische (motorische homunculus) en sensibele (sensibele homunculus) gebieden van de hersenen. 